# تبييض ضوئي
التببيض الضوئي (بالإنجليزية: photobleaching)‏ للجزيئات ضمن علم البصريات، هو تغيير كيميائي ضوئي لصبغة أو جزيء فلورفور بجعله غير قادر على الاشعاع الضوئي بشكل دائم . ويعود ذلك هو إلى اقتطاع الروابط التساهمية أوتفاعلات الفلورفور مع الجزيئات المحيطة به. هذه التعديلات غير قابلة للرجوع في الروابط التساهمية سببها الانتقال من حالة الطاقية الأولية إلى الحالة الطاقية الثالثية في الفرورفورم.
قد يختلف عدد المرات التي يجب تطبيق التلاشي أو التبييض للوصول لتبييض أو تلاشي كامل في الجزئيات.
في علم المجهريات ، قد يؤدي هذا السلوك إلى زيادة صعوبة مراقبة جزيئات الفلورسنت، لأنها سوف تكون في نهاية المطاف قد تدمرت بعد ان تعرضت للضوء الذي صمم بالأساس لتحفيزها ومراقبتها وهذه حالية إحدى المشاكل في علم المجهريات الزمني الفحص المجهري الزمني

## الأسماء
ومن أسمائه القَصْر الضوئي أو التقصير الضوئي

## روابط خارجية
- Introduction to Optical Microscopy an article about photobleaching
- Viegas MS؛ Martins TC؛ Seco F؛ do Carmo A (2007). "An improved and cost-effective methodology for the reduction of autofluorescence in direct immunofluorescence studies on formalin-fixed paraffin-embedded tissues". Eur J Histochem. ج. 51 ع. 1: 59–66. PMID:17548270.